# Туризм в Північній Кореї

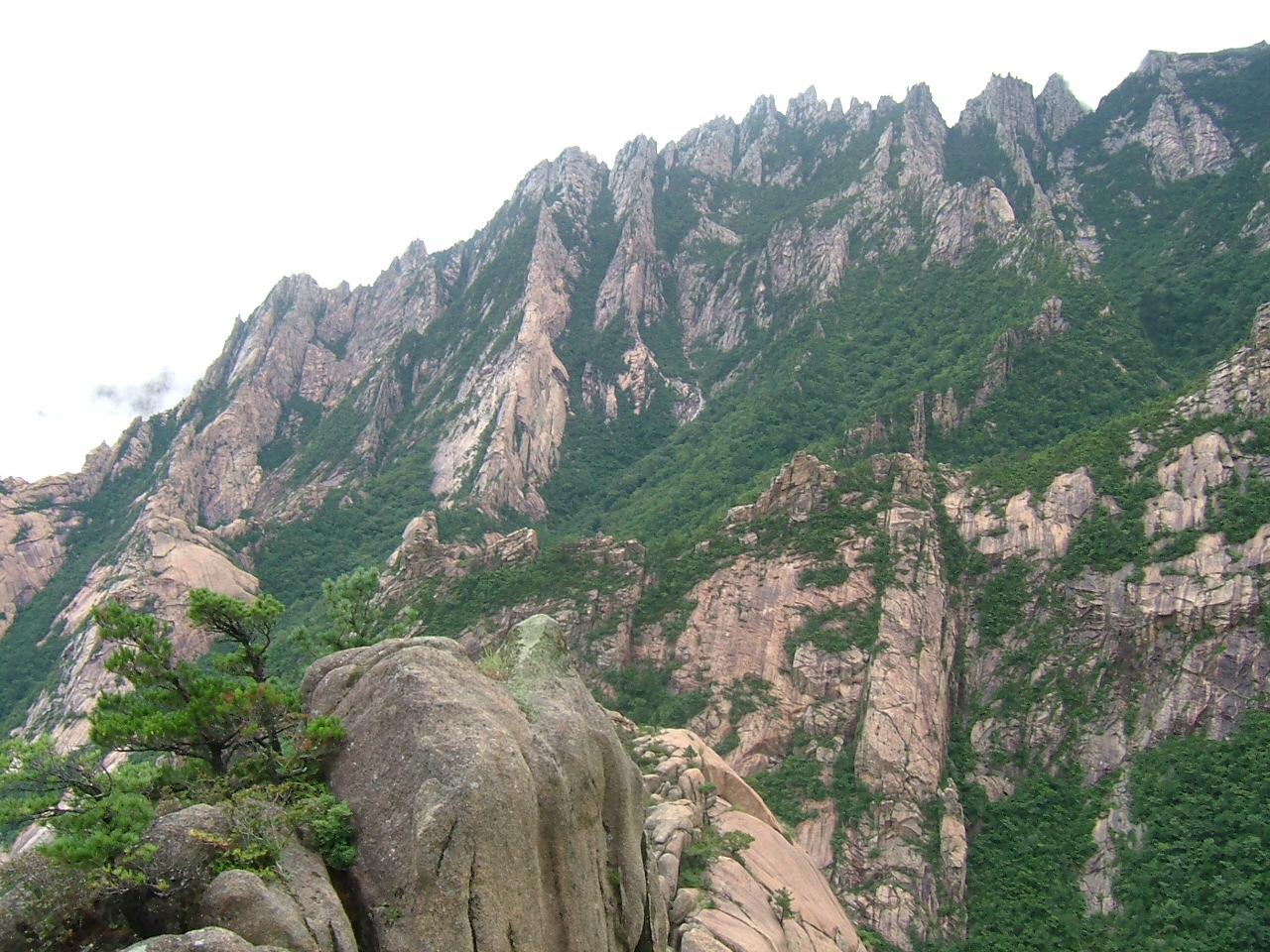
Гора Кумганcан

Туризм у Північній Кореї суворо контролюється північнокорейським урядом. Весь туризм організовує одне з кількох державних туристичних бюро, зокрема Корейська міжнародна туристична компанія (КМТК), Корейська міжнародна спортивна туристична компанія (КМСТК), Корейська міжнародна туристична компанія з тхеквондо (КМТКТ) і Корейська міжнародна молодіжна туристична компанія (КММТК). Більшість туристів — громадяни Китаю: за оцінками 2019 року, до 120 000 китайських туристів відвідали Північну Корею в попередньому році, порівняно з менш ніж 5 000 туристів із західних країн.
У відповідь на ризики, пов'язані з пандемією COVID-19 у Північній Кореї, 22 січня 2020 року Північна Корея закрила свої кордони для іноземних туристів. Станом на 8 квітня 2021 року туризм не відновився, а економічні збитки оцінюються щонайменше у 175 мільйонів доларів США.

## Обмеження та застереження
Взаємодія між іноземними туристами та місцевим населенням історично була під жорстким контролем. З січня 2013 року іноземці можуть придбати SIM-карти в аеропорту Пхеньяна, що забезпечують доступ до міжнародних дзвінків.
Шведська дипломатична місія в Північній Кореї наголошує, що неповага до північнокорейської нації, її лідерів та її символів, таких як національний прапор, портрети лідерів, пропагандистські плакати тощо, розцінюється північнокорейською владою як дуже образлива. Рівень толерантності до деструктивної поведінки є мінімальним, і це може призвести до тривалого ув'язнення або каторжних робіт.
1 лютого 2017 року Сполучені Штати оприлюднили застереження для громадян США щодо подорожей, попереджаючи потенційних відвідувачів про попередні випадки та небезпеки в Північній Кореї.
З 1 вересня 2017 року Державний департамент США заборонив використання американських паспортів (за винятком паспортів зі спеціальною валідацією) для поїздок до Північної Кореї, аргументуючи це тим, що громадяни США піддаються арештам і тривалому утриманню під вартою за дії, які в іншому випадку не були б причиною для арешту в Сполучених Штатах або інших країнах. Державний департамент США також заявляє, що отримав повідомлення про те, що північнокорейська влада затримує громадян США без пред'явлення звинувачень і не дозволяє їм покинути країну. Північна Корея затримувала громадян США, які були частиною організованих турів.

## Екскурсії з гідом
Екскурсії з гідом для туристів є обов'язковими. З грудня 2013 року Північна Корея відкрита для туристів взимку. Гірськолижний курорт Масікрьон за межами міста Вонсан у провінції Канвон відкрився на початку 2014 року. Хоча історично туристи були обмежені Пхеньяном, деякі тури нещодавно змогли поширитися на інші частини країни, такі як Расон (і тамтешній ринок) і Чхонджін.
Туристи можуть прилетіти безпосередньо до Пхеньяну з Пекіна, Шеньяна та Шанхаю, також доступні залізничні рейси до Пхеньяну з Пекіна та Даньдуна.

### Туристи з країн Заходу

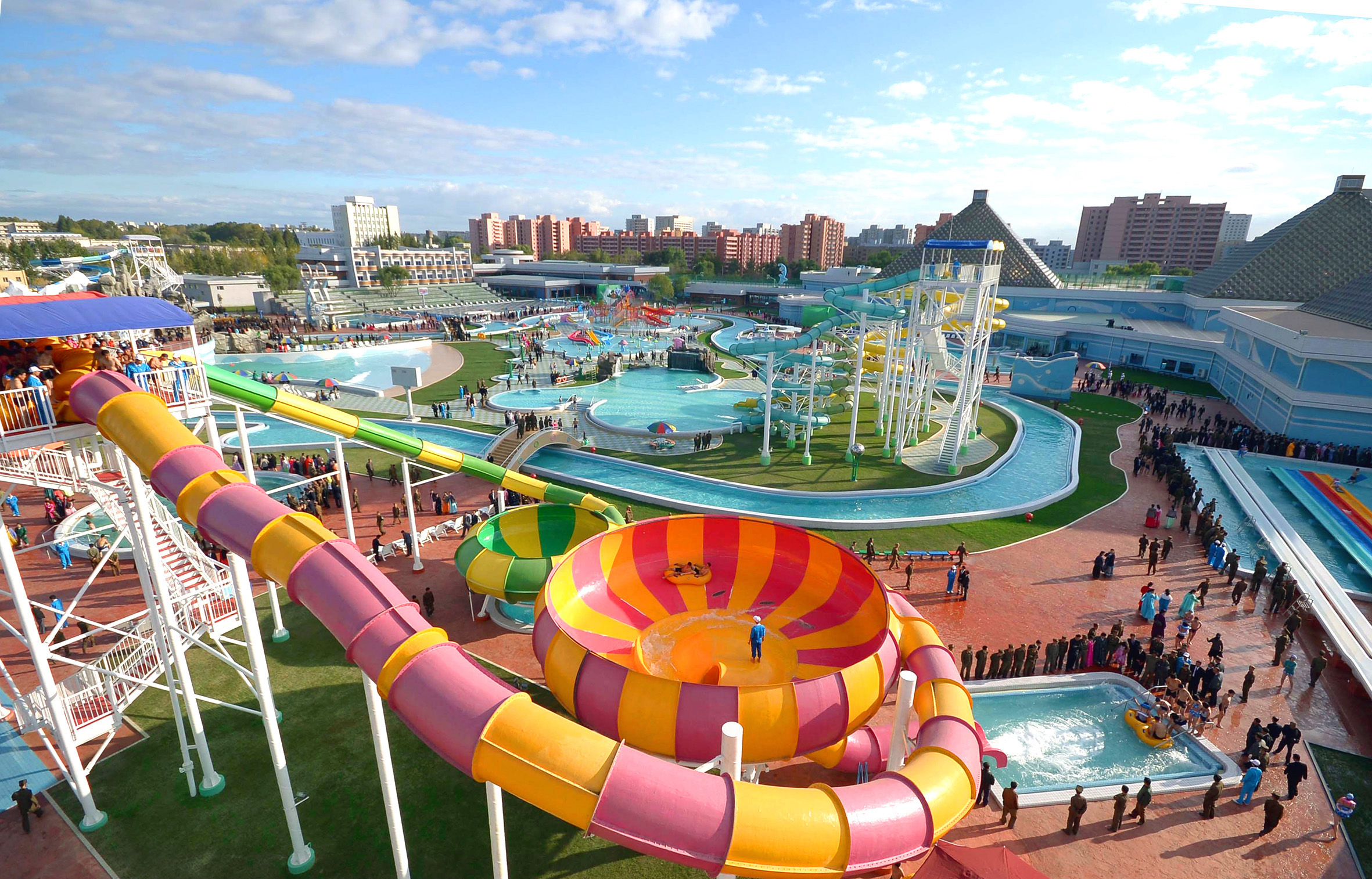
Аквапарк Мунсу

Для жителів Заходу існує невелика кількість приватних туроператорів, які допомагають забезпечити можливість відвідати Північну Корею. До них належать Koryo Tours (відома своїми фільмами про Північну Корею, такими як «Товариш Кім летить», і сильною історією регіону); Uri Tours (відома своєю роллю в поїздках Денніса Родмана та Еріка Шмідта до Північної Кореї); Lupine Travel (бюджетна туристична агенція з Великої Британії, відома своїм аматорським турніром з гольфу в КНДР); Rocky Road Travel (компанія з Берліна); Juche Travel Services (компанія з Великої Британії); і KTG (відома своїми невеликими за чисельністю групами і доступними турами). FarRail Tours також організовує тури, щоб побачити діючі парові залізниці та метро Пхеньяна.
У 2016 році американський студент коледжу Отто Вормбір був заарештований і засуджений до 15 років ув'язнення за те, що нібито зняв пропагандистський плакат зі стіни свого готелю в Пхеньяні. На момент арешту Вормбір подорожував з китайським туроператором Young Pioneer Tours (YPT) у п'ятиденному турі до Північної Кореї. Пізніше він був звільнений і повернувся до США в стані коми, яка призвела до його смерті 19 червня 2017 року. В результаті YPT оголосила, що більше не буде возити громадян США до Північної Кореї, оскільки ризик був «занадто високим». Інші північнокорейські туристичні компанії оголосили, що також переглянуть свою позицію щодо прийому громадян США. У липні 2017 року уряд США оголосив, що громадянам США більше не буде дозволено відвідувати Північну Корею як туристам. Заборона на поїздки набула чинності 1 вересня 2017 року. Початкова заборона, яка мала закінчитися 31 серпня 2022 року, була продовжена до 31 серпня 2023 року.

### Тури з Південної Кореї

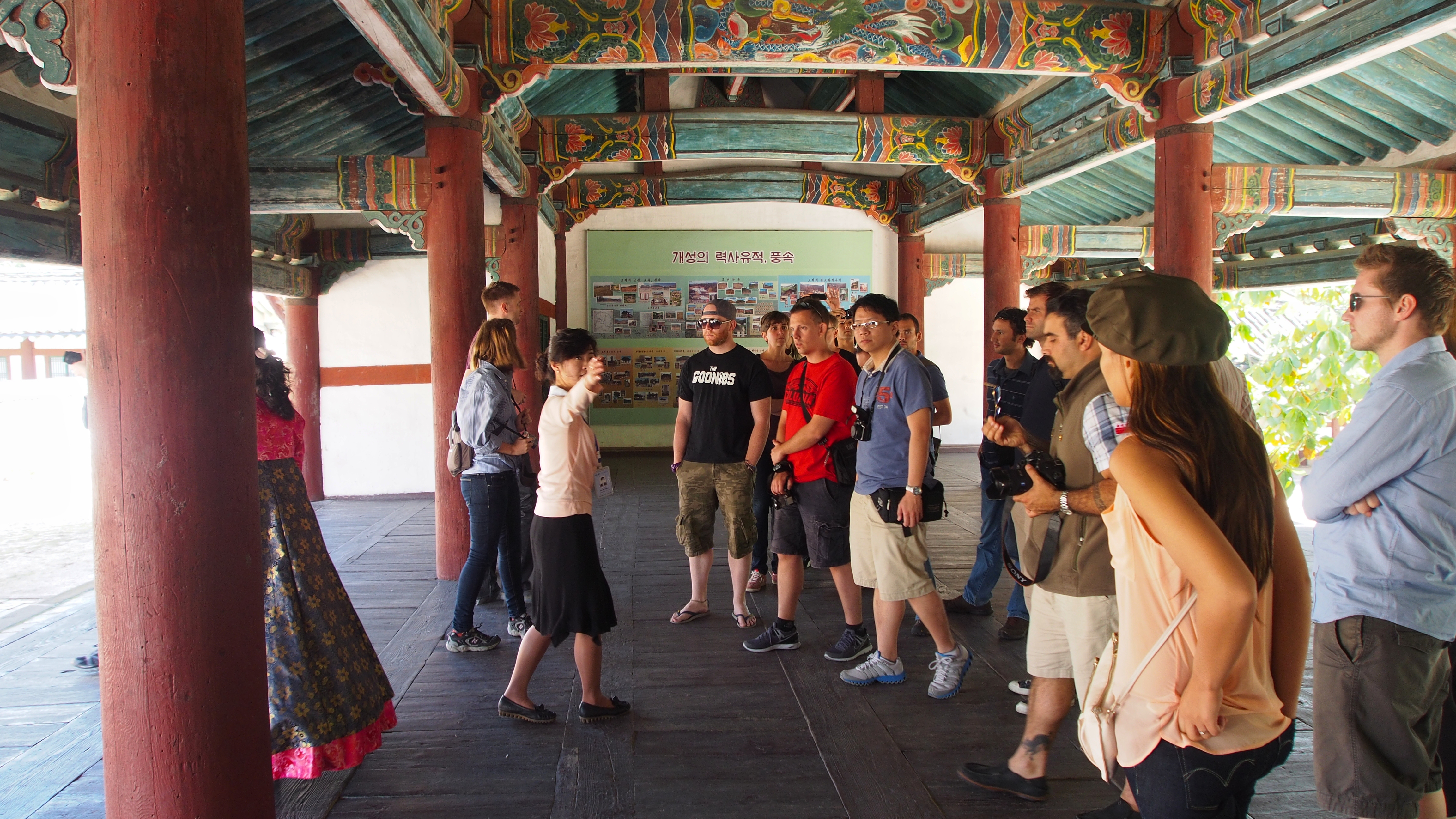
Екскурсія музеєм Корьо в Сонгюнгван в Кесоні

У 2002 році територія навколо гори Кумган, мальовничої гори поблизу кордону з Південною Кореєю, була визначена як особливий туристичний регіон: Туристичний регіон гори Кумган. Тури, організовані приватними компаніями, щороку привозили тисячі південнокорейців на гору Кумґанґ до призупинення турів наприкінці 2008 року через стрілянину в південнокорейського туриста. Коли у травні 2010 року екскурсії не відновилися, Північна Корея в односторонньому порядку оголосила, що конфіскує південнокорейську нерухомість у цьому регіоні.
У липні 2005 року південнокорейська компанія Hyundai Group уклала угоду з північнокорейським урядом про відкриття нових територій для туризму, зокрема гору Пекту та Кесон. У грудні 2007 року Кесон був відкритий для щоденних екскурсій для південнокорейських та іноземних туристів; Північна Корея стягувала 180 доларів США за одноденну поїздку. Місто приймало кілька сотень туристів щотижня, переважно південнокорейців.
Екскурсії до Кесону були призупинені в грудні 2008 року через політичний конфлікт між Північною і Південною Кореєю, пов'язаний з пропагандистськими повітряними кулями. Повітряні кулі, наповнені інформацією з критикою Кім Чен Іра і північнокорейського режиму, були відправлені в Північну Корею з південного боку кордону в Південній Кореї. Коли Південна Корея не відреагувала на вимоги Північної Кореї припинити запуск пропагандистських куль, Північна Корея призупинила екскурсії до Кесону. Екскурсії до Кесону відновилися у квітні 2010 року, але знову були призупинені у травні 2010 року після того, як затонуло судно ROKS Чхонан.

### Тури з Китаю
У квітні 2010 року перші туристичні поїзди з китайського міста Даньдун привезли відвідувачів до Північної Кореї на чотириденний тур. До цього туристичним потягом використовувався міжнародний потяг з Пекіна до Пхеньяну.
У червні 2011 року громадянам Китаю вперше дозволили здійснити самостійну подорож до Північної Кореї.
З січня 2013 року туристи можуть ввозити до Північної Кореї власні мобільні телефони, хоча без північнокорейської SIM-карти (яка стала доступною для іноземців) телефон не зможе здійснювати або приймати дзвінки. Раніше іноземці повинні були здавати свої телефони на кордоні (або в аеропорту) перед в'їздом до країни.
Кількість китайських туристів, які відвідали Північну Корею, впала на 70 % з 2010 по 2011 рік. Одне китайське туристичне агентство назвало основними причинами відсутності інтересу, обмежену кількість туристичних пакетів та обмеження щодо того, куди можуть подорожувати іноземні туристи. На китайських маршрутах доступні лише столиця Пхеньян і гора Кумган.
З китайської сторони можна дістатися до різних місць, таких як Нам'ян і монастирі в Чільбосані з Тумена, Китай. У 2011 році було заплановано запуск залізничного сполучення Тумень-Корея.
Хоча азартні ігри заборонені для громадян Північної Кореї, в країні існують два казино для китайського туристичного ринку — Imperial Hotel & Casino в Расоні та Pyongyang Casino в готелі Yanggakdo International в Пхеньяні.
У 2016 році північнокорейський уряд дозволив китайським туристам перебувати в Північній Кореї максимум шість місяців.

## Віза

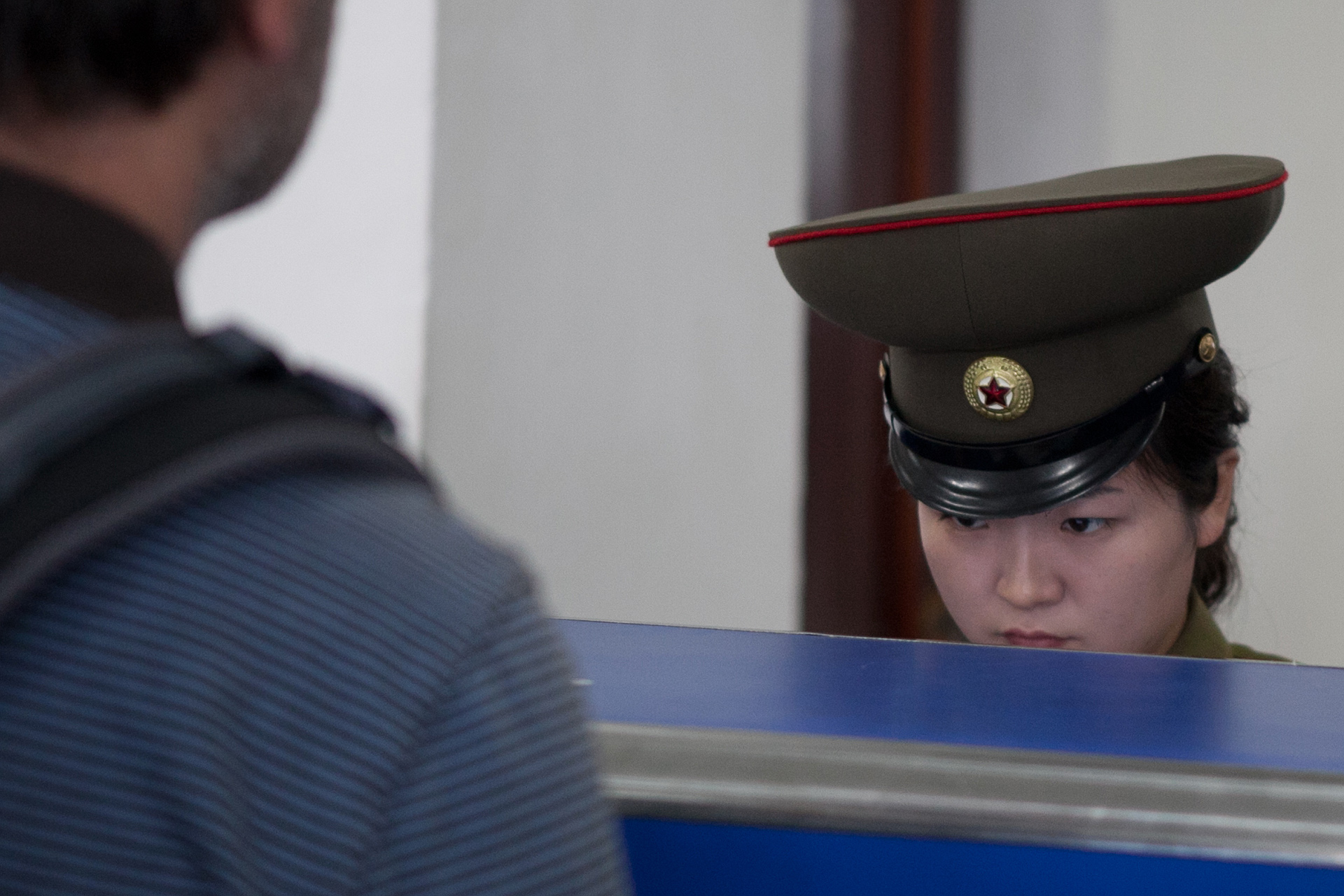
В'їзд до Північної Кореї через міжнародний аеропорт Пхеньян Сунан

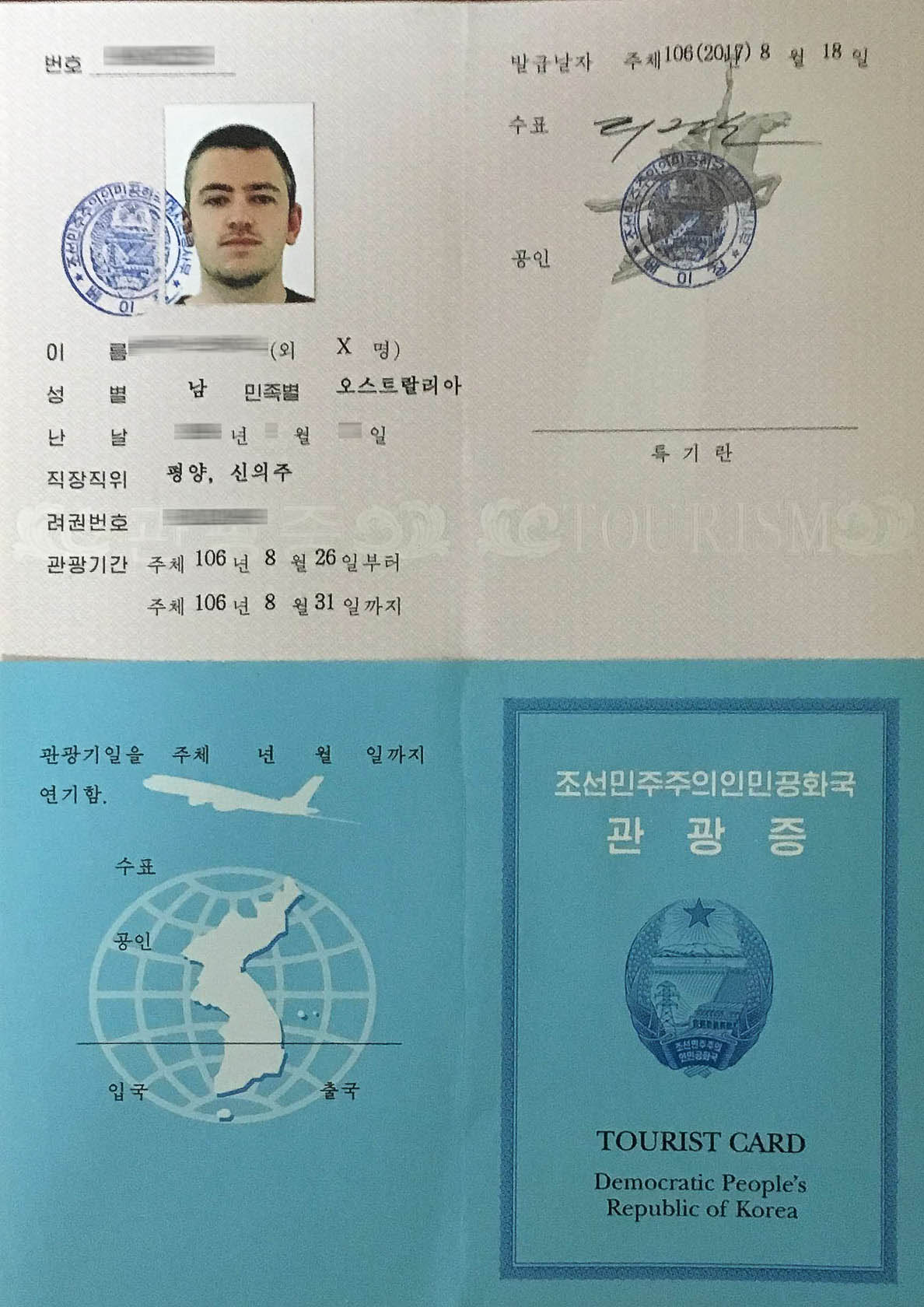
Північнокорейська туристична віза у формі туристичної картки

В принципі, будь-якій людині дозволено подорожувати до Північної Кореї; лише громадянам Південної Кореї та журналістам зазвичай відмовляють, хоча для журналістів були деякі винятки. Наприклад, хорватські журналісти мали спеціальний доступ у червні 2012 року, хоча їхні телефони були конфісковані і повернуті після від'їзду, і вони мали спеціального гіда.
Туристичні агенції можуть допомогти потенційним відвідувачам пройти через бюрократичні процедури. Туристична віза зазвичай видається у формі синього проїзного документа з написом «туристична картка» (кор. 관광증; МР: kwankwangchŭng) та офіційною назвою країни (Корейська Народно-Демократична Республіка) англійською та корейською мовами, який ставиться на північнокорейській митниці замість паспорта. Проїзний документ забирається при виїзді з країни. Туристична віза також може бути видана, за бажанням, у вигляді наклейки, що вклеюється в паспорт відвідувача. Однак це можливо лише за наявності дипломатичних представництв Північної Кореї в країні перебування відвідувача. Відвідувачам не дозволяється виїжджати за межі визначених екскурсійних зон без супроводу корейського гіда.
До 2010 року туристам з американськими паспортами візи не видавалися, за винятком періоду масових ігор на фестивалі Аріранг. Громадяни США, журналісти та громадяни інших країн також отримали спеціальний дозвіл на в'їзд як члени Корейської асоціації дружби та організації Choson Exchange. Громадяни Південної Кореї потребують спеціального дозволу від обох урядів для в'їзду до Північної Кореї і, як правило, не отримують такого дозволу для звичайного туризму, за винятком спеціальних туристичних зон, призначених для південнокорейців.
Лише громадянам Сінгапуру та Малайзії було дозволено в'їжджати до Північної Кореї за звичайними паспортами без візи, хоча винятки для обох громадян були скасовані в лютому 2017 року.

## Читати далі
- Jong Hwa Sun (2017). Understanding Korea: Tourism & Investment (PDF). Understanding Korea. Т. 8. Переклад: Mun Myong Song; Hong Chol. Pyongyang: Foreign Languages Publishing House. ISBN 978-9946-0-1560-6. Архів оригіналу (PDF) за 12 серпня 2017.
- Ouellette, Dean J. (2016). The Tourism of North Korea in the Kim Jong-un Era: Propaganda, Profitmaking, and Possibilities for Engagement. Pacific Focus. 31 (3): 421—451. doi:10.1111/pafo.12084. ISSN 1225-4657.
- Willoughby, Robert (2014). North Korea: The Bradt Travel Guide (вид. Third). Chalfront: Bradt Travel Guides. ISBN 978-1-84162-476-1.